# Nemoria zernyi
Nemoria zernyi är en fjärilsart som beskrevs av Louis Beethoven Prout 1932. Nemoria zernyi ingår i släktet Nemoria och familjen mätare. Inga underarter finns listade i Catalogue of Life.